# Kubo Júja
Kubo Júja (Jamagucsi, 1993. december 24. –) japán válogatott labdarúgó, a Cincinnati játékosa.

## Nemzeti válogatott
A japán válogatottban 13 mérkőzést játszott.

## Statisztika
| Japán válogatott | Japán válogatott | Japán válogatott |
| Időszak          | Mérk.            | gól              |
| ---------------- | ---------------- | ---------------- |
| 2016             | 2                | 0                |
| 2017             | 9                | 2                |
| 2018             | 2                | 0                |
| Összesen         | 13               | 2                |